# Nélson Semedo
Nélson Cabral Semedo (Lisboa, 16 de noviembre de 1993) es un futbolista portugués, de ascendencia caboverdiana, que juega en la demarcación de defensa para el Fenerbahçe S. K. de la Superliga de Turquía.

## Trayectoria

### S. L. Benfica
En 2015 fue promovido al primer equipo del S. L. Benfica. Debutó en partido oficial en la Supercopa que las águilas perdieron frente al Sporting por 0-1 el 9 de agosto. Cerró la campaña 2015-16 disputando 22 partidos con el primer equipo, marcando 4 goles y 3 asistencias. Fue campeón de la Primeira Liga y la Copa de la Liga.
En la temporada 2016-17, ya consolidado, jugó un total de 47 partidos marcando 2 goles y repartiendo 12 asistencias de gol, siendo una pieza clave en el doblete (Liga y Copa) de las águilas. Fue nombrado el mejor jugador joven de Portugal.

### F. C. Barcelona
El 13 de julio de 2017 fue traspasado al F. C. Barcelona por 30 millones de euros, incrementándose en cinco millones la cantidad por cada 50 partidos disputados, vigente durante el contrato en vigor y una supuesta primera renovación.
Fue el duodécimo jugador portugués de la historia del Barça.
El 27 de enero de 2019 marcó su primer gol como culé en la victoria 0-2 contra el Girona F. C. correspondiente a la jornada 21 de LaLiga Santander.

### Wolverhampton Wanderers F. C.
El 23 de septiembre de 2020, tras tres temporadas en el conjunto azulgrana, fue traspasado al Wolverhampton Wanderers F. C. a cambio de 30 millones de euros más 10 en variables. Firmó por tres años con opción a dos más. En ese periodo de tiempo disputó más de cien partidos y en mayo de 2023 amplió su contrato hasta 2025. Llegado ese momento quedó libre, aunque el club le ofreció renovar.
El 31 de julio de 2025 fue anunciado su fichaje por el Fenerbahçe S. K. por dos años.

## Selección nacional
Tras jugar un partido con la selección sub-23 de Portugal, finalmente el 2 de octubre de 2015 fue convocado por primera vez por el seleccionador Fernando Santos para los partidos contra Dinamarca y Serbia. Hizo su debut el 11 de octubre de 2015 contra Serbia en un partido de clasificación para la Eurocopa 2016 que finalizó con un resultado de 1-2 a favor del combinado portugués tras los goles de Nani y João Moutinho por parte de Portugal, y de Zoran Tošić por parte de Serbia.

### Participaciones en fases finales
| Torneo                              | Sede                                | Resultado                           | Partidos | Goles |
| ----------------------------------- | ----------------------------------- | ----------------------------------- | -------- | ----- |
| Copa Confederaciones 2017           | Rusia                               | Tercer lugar                        | 2        | 0     |
| Liga de Naciones de la UEFA 2018-19 | Portugal                            | Campeón                             | 2        | 0     |
| Eurocopa 2020                       | Europa                              | Octavos de final                    | 3        | 0     |
| Eurocopa 2024                       | Alemania                            | Cuartos de final                    | 5        | 0     |
| Total parcial en selección nacional | Total parcial en selección nacional | Total parcial en selección nacional | 12       | 0     |

## Estadísticas

### Clubes
Actualizado al último partido jugado el 20 de agosto de 2025.
| Club                                     | Div.          | Temporada     | Liga  | Liga  | Liga   | Copas nacionales(1) | Copas nacionales(1) | Copas nacionales(1) | Copas internacionales(2) | Copas internacionales(2) | Copas internacionales(2) | Total | Total | Total  | Media goleadora(3) |
| Club                                     | Div.          | Temporada     | Part. | Goles | Asist. | Part.               | Goles               | Asist.              | Part.                    | Goles                    | Asist.                   | Part. | Goles | Asist. | Media goleadora(3) |
| ---------------------------------------- | ------------- | ------------- | ----- | ----- | ------ | ------------------- | ------------------- | ------------------- | ------------------------ | ------------------------ | ------------------------ | ----- | ----- | ------ | ------------------ |
| S. U. Sintrense Portugal                 | 4.ª           | 2011-12       | 26    | 5     | ?      | 1                   | 0                   | 0                   | —                        | —                        | —                        | 27    | 5     | ?      | 0.19               |
| S. U. Sintrense Portugal                 | Total club    | Total club    | 26    | 5     | ?      | 1                   | 0                   | 0                   | 0                        | 0                        | 0                        | 27    | 5     | ?      | 0.19               |
| C. D. Fátima Portugal                    | 3.ª           | 2012-13       | 29    | 0     | ?      | 2                   | 0                   | ?                   | —                        | —                        | —                        | 31    | 0     | ?      | 0                  |
| C. D. Fátima Portugal                    | Total club    | Total club    | 29    | 0     | ?      | 2                   | 0                   | ?                   | 0                        | 0                        | 0                        | 31    | 0     | ?      | 0                  |
| S. L. Benfica "B" Portugal               | 2.ª           | 2013-14       | 17    | 0     | 1      | —                   | —                   | —                   | —                        | —                        | —                        | 17    | 0     | 1      | 0                  |
| S. L. Benfica "B" Portugal               | 2.ª           | 2014-15       | 42    | 2     | 4      | —                   | —                   | —                   | —                        | —                        | —                        | 42    | 2     | 4      | 0.05               |
| S. L. Benfica "B" Portugal               | 2.ª           | 2015-16       | 4     | 3     | 2      | —                   | —                   | —                   | —                        | —                        | —                        | 4     | 3     | 2      | 0.75               |
| S. L. Benfica "B" Portugal               | Total club    | Total club    | 63    | 5     | 7      | 0                   | 0                   | 0                   | 0                        | 0                        | 0                        | 63    | 5     | 7      | 0.08               |
| S. L. Benfica Portugal                   | 1.ª           | 2015-16       | 12    | 1     | 0      | 3                   | 0                   | 0                   | 3                        | 0                        | 0                        | 18    | 1     | 0      | 0.06               |
| S. L. Benfica Portugal                   | 1.ª           | 2016-17       | 31    | 1     | 6      | 8                   | 0                   | 3                   | 8                        | 1                        | 0                        | 47    | 2     | 9      | 0.04               |
| S. L. Benfica Portugal                   | Total club    | Total club    | 43    | 2     | 6      | 11                  | 0                   | 3                   | 11                       | 1                        | 0                        | 65    | 3     | 9      | 0.05               |
| F. C. Barcelona · España                 | 1.ª           | 2017-18       | 24    | 0     | 0      | 5                   | 0                   | 1                   | 7                        | 0                        | 0                        | 36    | 0     | 1      | 0                  |
| F. C. Barcelona · España                 | 1.ª           | 2018-19       | 26    | 1     | 0      | 10                  | 0                   | 1                   | 10                       | 0                        | 0                        | 46    | 1     | 1      | 0.02               |
| F. C. Barcelona · España                 | 1.ª           | 2019-20       | 32    | 1     | 2      | 3                   | 0                   | 1                   | 7                        | 0                        | 1                        | 42    | 1     | 4      | 0.02               |
| F. C. Barcelona · España                 | Total club    | Total club    | 82    | 2     | 2      | 18                  | 0                   | 3                   | 24                       | 0                        | 1                        | 124   | 2     | 6      | 0.02               |
| Wolverhampton Wanderers F. C. Inglaterra | 1.ª           | 2020-21       | 34    | 1     | 1      | 1                   | 0                   | 0                   | —                        | —                        | —                        | 35    | 1     | 1      | 0.03               |
| Wolverhampton Wanderers F. C. Inglaterra | 1.ª           | 2021-22       | 25    | 0     | 1      | 3                   | 1                   | 0                   | ―                        | ―                        | ―                        | 28    | 1     | 1      | 0.04               |
| Wolverhampton Wanderers F. C. Inglaterra | 1.ª           | 2022-23       | 36    | 0     | 1      | 5                   | 0                   | 1                   | ―                        | ―                        | ―                        | 41    | 0     | 2      | 0                  |
| Wolverhampton Wanderers F. C. Inglaterra | 1.ª           | 2023-24       | 36    | 0     | 1      | 5                   | 1                   | 0                   | ―                        | ―                        | ―                        | 41    | 1     | 1      | 0.02               |
| Wolverhampton Wanderers F. C. Inglaterra | 1.ª           | 2024-25       | 34    | 0     | 4      | 3                   | 0                   | 1                   | ―                        | ―                        | ―                        | 37    | 0     | 5      | 0                  |
| Wolverhampton Wanderers F. C. Inglaterra | Total club    | Total club    | 165   | 1     | 8      | 17                  | 2                   | 2                   | 0                        | 0                        | 0                        | 182   | 3     | 10     | 0.02               |
| Fenerbahçe S. K. Turquía                 | 1.ª           | 2025-26       | 1     | 0     | 0      | 0                   | 0                   | 0                   | 3                        | 0                        | 0                        | 4     | 0     | 0      | 0                  |
| Fenerbahçe S. K. Turquía                 | Total club    | Total club    | 1     | 0     | 0      | 0                   | 0                   | 0                   | 3                        | 0                        | 0                        | 4     | 0     | 0      | 0                  |
| Total carrera                            | Total carrera | Total carrera | 409   | 15    | 23     | 49                  | 2                   | 8                   | 38                       | 1                        | 1                        | 496   | 18    | 32     | 0.04               |

### Resumen estadístico
| Competición           | Partidos | Goles | Media goleadora |
| --------------------- | -------- | ----- | --------------- |
| Liga nacional         | 339      | 15    | 0.04            |
| Copas nacionales      | 41       | 1     | 0.02            |
| Copas internacionales | 35       | 1     | 0.03            |
| Selección portuguesa  | 25       | 0     | 0               |
| Total                 | 440      | 17    | 0.04            |

## Palmarés

### Títulos nacionales
| Título                     | Club            | País     | Año  |
| -------------------------- | --------------- | -------- | ---- |
| Primeira Liga              | S. L. Benfica   | Portugal | 2016 |
| Copa de la Liga            | S. L. Benfica   | Portugal | 2016 |
| Supercopa de Portugal      | S. L. Benfica   | Portugal | 2016 |
| Primeira Liga              | S. L. Benfica   | Portugal | 2017 |
| Copa de Portugal           | S. L. Benfica   | Portugal | 2017 |
| Copa del Rey               | F. C. Barcelona | España   | 2018 |
| Primera División de España | F. C. Barcelona | España   | 2018 |
| Supercopa de España        | F. C. Barcelona | España   | 2018 |
| Primera División de España | F. C. Barcelona | España   | 2019 |

### Títulos internacionales
| Título                      | Club (*)              | País     | Año  |
| --------------------------- | --------------------- | -------- | ---- |
| Liga de Naciones de la UEFA | Selección de Portugal | Portugal | 2019 |
| Liga de Naciones de la UEFA | Selección de Portugal | Alemania | 2025 |

(*) Incluyendo la selección.